# Hans Jürgen Schmidt-Schicketanz
Hans Jürgen Schmidt-Schicketanz (* 11. Oktober 1936 in Glatz, Landkreis Glatz, Provinz Niederschlesien; † 7. Dezember 2023) war ein deutscher Architekt.

## Werdegang
Nach dem Abitur 1954 in Bad Reichenhall begann Schmidt-Schicketanz im selben Jahr ein Architekturstudium an der Technischen Hochschule München, das er 1959 mit dem Diplom abschloss. Anschließend war er Assistent an der TH und Mitarbeiter von Professor Josef Wiedemann. 1967 eröffnete er in München ein Architekturbüro, das seit 1970 als Architektengemeinschaft Schmidt-Schicketanz und Partner (SSP) firmiert (seit 1991 GmbH) und mehrfach Preise erhielt.
Schmidt-Schicketanz hatte sich stark berufsständisch engagiert. 1971 wurde er Mitglied der Bayerischen Architektenkammer, 1979 Mitglied des Berufsverbandes freischaffender Architekten und Bauingenieure (BAB), dessen Präsident er drei Amtsperioden lang war. Von 1979 bis 1983 war er Mitglied des Wettbewerbsausschusses im Kammerbezirk Oberbayern. In den Jahren 1982 bis 1988 und 1991 bis 1997 war Schmidt-Schicketanz Mitglied der Stadtgestaltungskommission der Landeshauptstadt München. Von 1983 bis 1985 gehörte er dem Vorstand der Bayerischen Architektenkammer an. Seit 1980 war er als Preisrichter bei Architekturwettbewerben tätig.

## Bauten

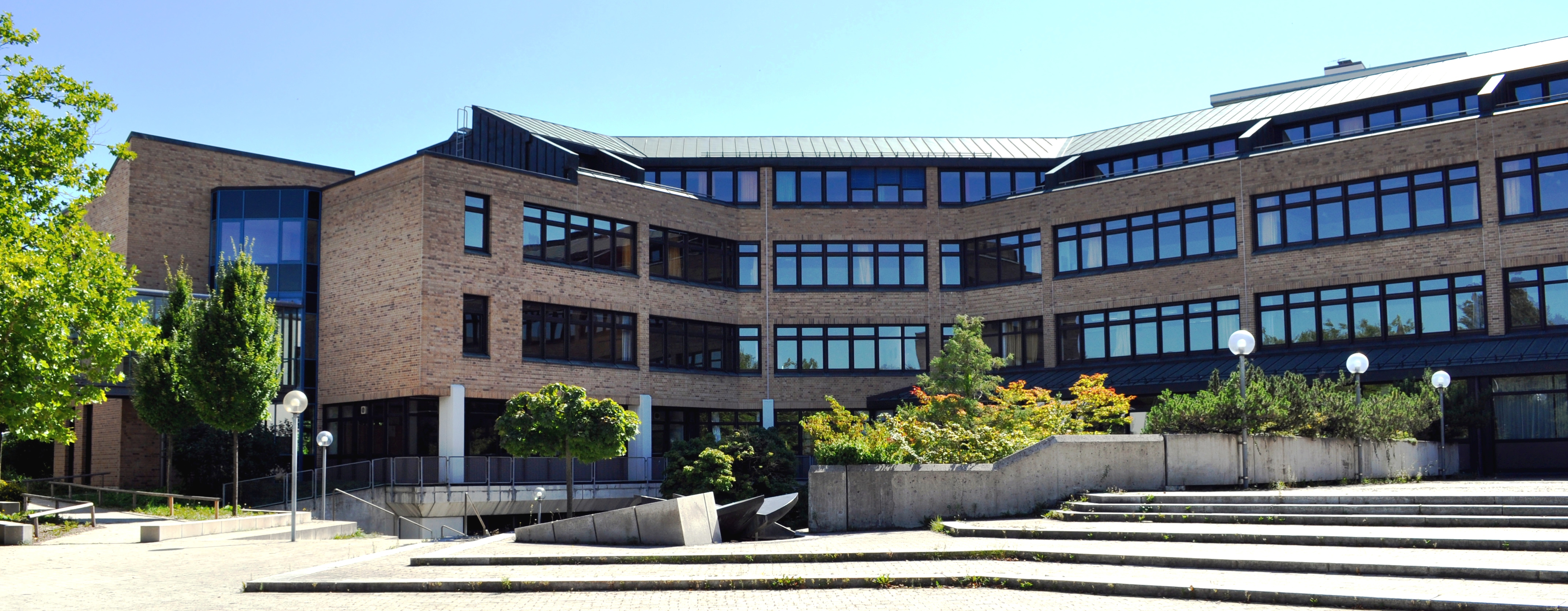
Lion-Feuchtwanger-Gymnasium in München

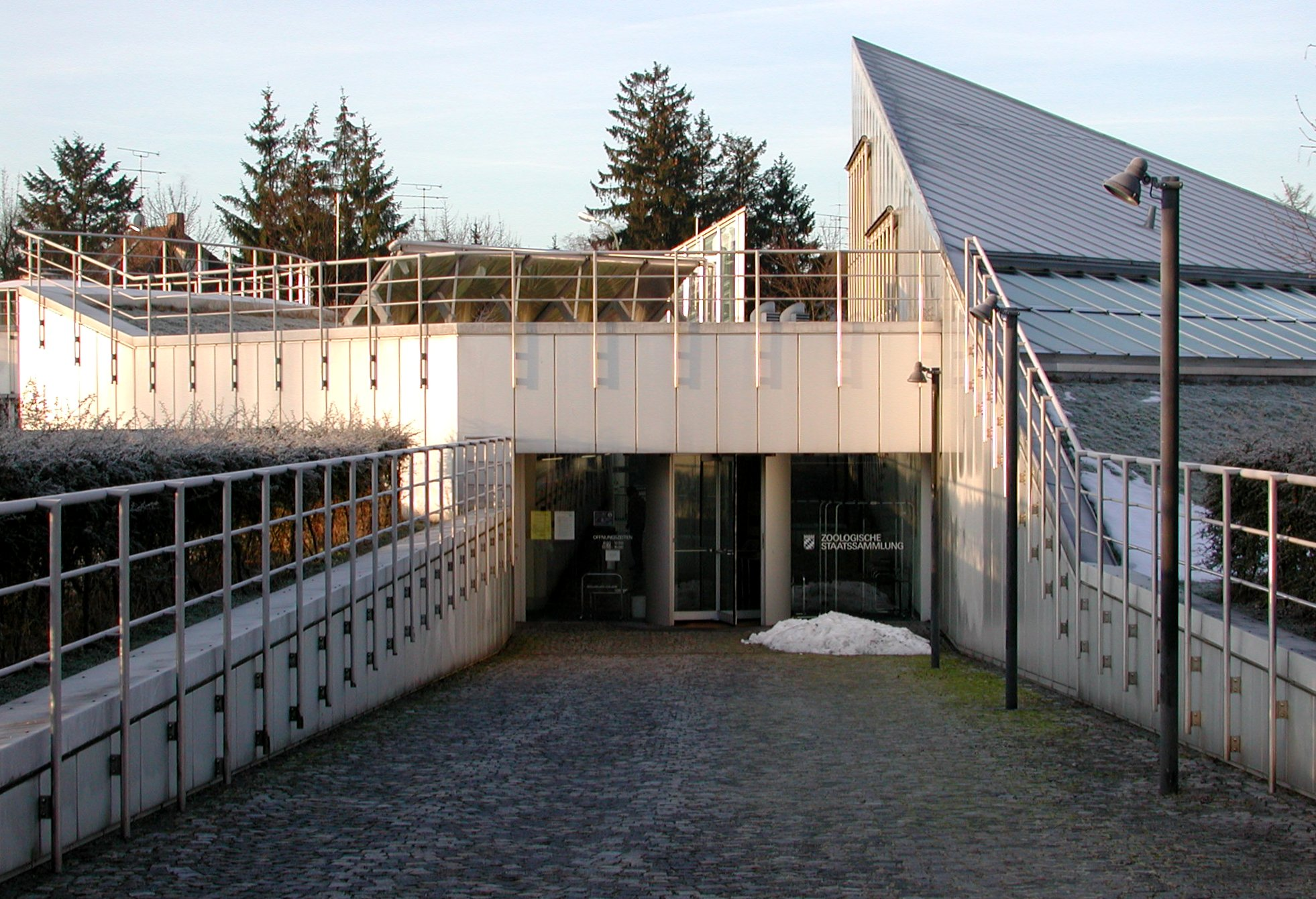
Zoologische Staatssammlung in München

- Nördliches Bebauungsband des Flughafens MUC II
- Zoologische Staatssammlung München
- Neues Zentraldepot der Museen der Landeshauptstadt München
- Gymnasium am Petuelring (heute Lion-Feuchtwanger-Gymnasium München), München
- Erweiterung und Generalsanierung mehrerer Frei- und Hallenbäder in Bad Wiessee, Ruhpolding und München (Dantebad, Michaelibad, Westbad)
- Freibad Nürnberg
- Eislauf- und Schwimmhalle Bad Reichenhall[2]
- Eissportzentrum Dresden
- Velodrom und Schwimmhalle im Europasportpark in Berlin (mit Dominique Perrault und Reichert, Pranschke & Maluche)
- Oberlandesgericht Frankfurt am Main
- Fertigungsgebäude der Heidenhain GmbH in Traunreut
- Max-Planck-Institut für evolutionäre Anthropologie in Leipzig
- Institutsgebäude der Universität Passau
- Sanierung des ehemaligen Palais Neuhaus-Preysing, München
- Sanierung des ehemaligen Gebäudes der Bayerischen Staatsbank in München für die HypoVereinsbank
- Sanierung des Hotels Vier Jahreszeiten in München

## Auszeichnungen und Preise
- 2013: Bayerischer Architekturpreis

## Ehemalige Mitarbeiter
- Christian Endter
- Ludwig Kindelbacher